# Federico Brito Figueroa
Federico Brito Figueroa (* 2. November 1921 in La Victoria, Aragua; † 28. April 2000) war ein venezolanischer marxistischer Historiker und Anthropologe, dessen Werk starken Einfluss unter anderem auf Hugo Chávez ausgeübt hat.
Schwerpunkte seiner Arbeit waren die Sklaverei, die Biographie des Bürgerkriegsgenerals Ezequiel Zamora, sowie Wirtschafts- und Sozialgeschichte der venezolanischen Kolonialzeit.

## Werke
- Ezequiel Zamora. Un Capítulo De La Historia Nacional., Caracas, 1951
- Liberación De Los Esclavos, Caracas, 1951
- Venezuela, siglo XX, 1967
- La estructura económica de Venezuela colonial., Caracas, 1978
- Tiempo de Ezequiel Zamora., Caracas, 1981
- El problema tierra y esclavos en la historia de Venezuela, Caracas, 1982
- Historia económica y social de Venezuela: Una estructura para su estudio. Caracas, 1979/1987

| Personendaten    | Personendaten                                             |
| ---------------- | --------------------------------------------------------- |
| NAME             | Figueroa, Federico Brito                                  |
| KURZBESCHREIBUNG | venezolanischer marxistischer Historiker und Anthropologe |
| GEBURTSDATUM     | 2. November 1921                                          |
| GEBURTSORT       | La Victoria, Aragua                                       |
| STERBEDATUM      | 28. April 2000                                            |